# Municipio de Beaver Creek (Míchigan)
El municipio de Beaver Creek (en inglés: Beaver Creek Township) es un municipio ubicado en el condado de Crawford en el estado estadounidense de Míchigan. En el año 2010 tenía una población de 1736 habitantes y una densidad poblacional de 9,37 personas por km².

## Geografía
El municipio de Beaver Creek se encuentra ubicado en las coordenadas 44°33′34″N 84°43′34″O / 44.55944, -84.72611. Según la Oficina del Censo de los Estados Unidos, el municipio tiene una superficie total de 185.33 km², de la cual 185,08 km² corresponden a tierra firme y (0,14 %) 0,25 km² es agua.

## Demografía
Según el censo de 2010, había 1736 personas residiendo en el municipio de Beaver Creek. La densidad de población era de 9,37 hab./km². De los 1736 habitantes, el municipio de Beaver Creek estaba compuesto por el 97,64 % blancos, el 0,46 % eran afroamericanos, el 0,63 % eran amerindios, el 0,17 % eran asiáticos y el 1,09 % eran de una mezcla de razas. Del total de la población el 1,09 % eran hispanos o latinos de cualquier raza.